# Пеньо Енев
Пеньо Енев Еневски, познат и като Стоян Енев Шекерджията, е български революционер в четата на Таньо войвода през 1876 година.

## Биография
Пеньо Енев е роден през 1830 г. в Хамзаларе, Пловдивско. След като брат му Недялко е убит от турци, през 1873 Пеньо бяга със своето семейство при другия си брат Кольо в Румъния. Там му се ражда син на име Стоян и Пеньо започва производство и дребна търговия със захарни изделия. През този период той започва да ползва псевдонима си, явно във връзка и с това, че през декември 1875 Пеньо Енев започва комитетска работа, която го отвежда до Белград за една зима. Отново на комитетски разноски през април 1876 той е препратен в Турну Мъгуреле, където 46-годишен се включва в четата на Таньо Стоянов като един от най-възрастните четници. Според свидетелствата Пеньо Енев е неграмотен, мълчалив и има лош слух. С четата остава до разбиването ѝ на 27 май 1876 г., след което заедно с Иван Охридлията стигат до Ески Джумая. На 7 юни 1876 г. Пеньо Енев е забелязан, заловен и откаран в Разград, а после и в Русчук, където е осъден на 15 години затвор в окови. Заточен е в гр. Аккия. 
След Освобождението Пеньо Енев остава в Русе и подема отново занаята си на шекерджия без да се интересува от правата си като поборник. След боледуване Пеньо Енев умира на 4 април 1909 г.